# Jerzy Skrzypczyk
Jerzy Zbigniew Skrzypczyk (ur. 4 stycznia 1945 lub 1946 w Wandalinie) – polski perkusista, kompozytor i piosenkarz.

## Życiorys
Był uczniem Liceum Muzycznego w Gdańsku w klasie fortepianu i perkusji. W latach 1964–1965 występował w zespole Pięciolinie, który został przekształcony w Czerwone Gitary (był w jego pierwszym składzie). Brał udział we wszystkich nagraniach płytowych i wszystkich koncertach Czerwonych Gitar, skomponował też piosenki zespołu: „Jeśli tego chcesz”, „Uwierz mi Lili”, „Najpiękniejsze są polskie dziewczyny”, „Gdy ktoś kogoś pokocha” i „Słońce za uśmiech”. Jest współautorem książek biograficznych grupy: Czerwone Gitary to właśnie my! (1992; z B. Dornowskim, J. Kosselą, S. Krajewskim) oraz Czerwone Gitary to właśnie my! Część 2 (1993; z B. Dornowskim i S. Krajewskim). Podczas pobytu w Stanach Zjednoczonych dorabiał, pracując jako demonstrator naczyń kuchennych.
W 1997 został liderem Czerwonych Gitar. Na albumie zespołu pt. ...jeszcze gra muzyka (1999) znajduje się 10 jego kompozycji: „... jeszcze gra muzyka”, „Już nie jestem tym chłopcem”, „Byle dziś, byle z nią”, „Jest taki kraj na łąkach snów”, „Zawsze w tle”, „Tańczyła jedno lato”, „Epitafium dla Krzyśka”, „Wymarzona miłość”, „Kochaj i trać” oraz „Zanim powiesz do widzenia”. Na płycie grupy pt. Jeszcze raz (2015) znajdują się jego trzy kompozycje: „Tak jak wtedy”, „Te dwie chwile” i „Raz lepiej, raz gorzej”.

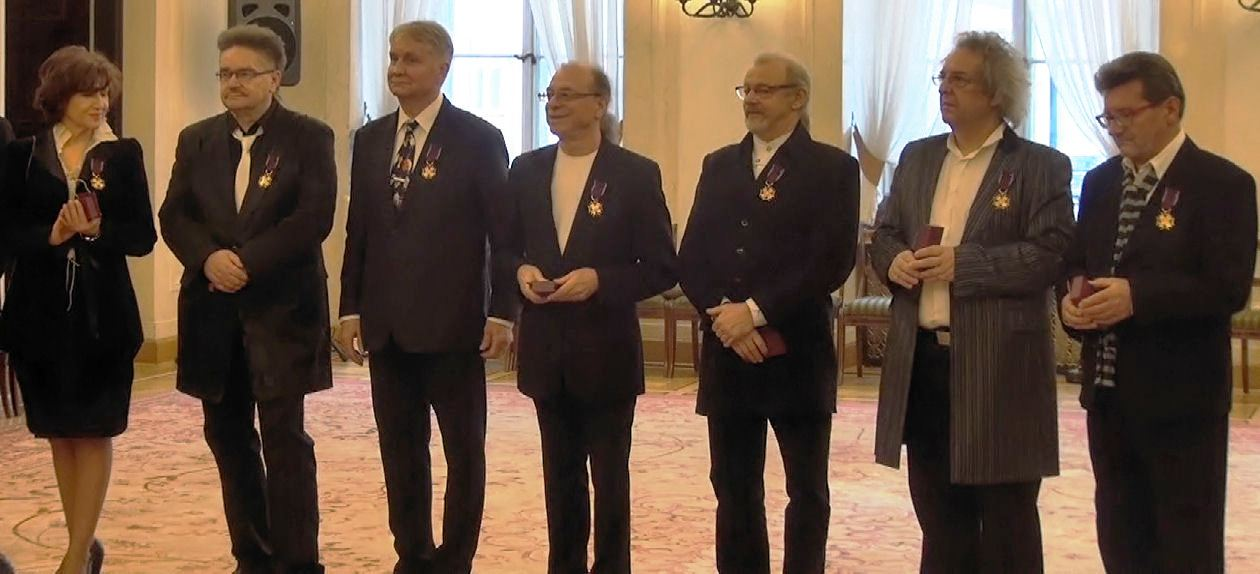
Jerzy Skrzypczyk wśród odznaczonych Złotym Krzyżem Zasługi (styczeń 2014)

Od 1969 żonaty z Marią, z którą ma syna Marka (ur. 1970) i córkę Annę (ur. 1976). Ma czterech wnuków i dwie prawnuczki.

## Odznaczenia
- Złoty Krzyż Zasługi (11 kwietnia 2013)[10]
- Srebrny Medal „Zasłużony Kulturze Gloria Artis” (29 marca 2019)[11]
- Brązowy Medal „Zasłużony Kulturze Gloria Artis” (1 października 2010)[11]

## Nagrody
- 2010 – Nagroda Prezydenta Miasta Gdańska w Dziedzinie Kultury z okazji jubileuszu 50-lecia Czerwonych Gitar[12]
- 2015 – Nagroda Prezydenta Miasta Gdańska w Dziedzinie Kultury z okazji 50-lecia narodzin polskiego rock'n'rolla[12]